# Sovrani del Champa
Il regno del Champa fu creato per la prima volta nel 192 dal notabile K'iu Lien con il nome di Lin-yi.
- Fan Hua-ta (380 - 413) - cerca di conquistare i territori a nord, posseduti dai cinesi[2].
- Fan Yang-mah (dal 420) - usurpa il trono dopo un periodo d'anarchia e viene riconosciuto nel 421[3].
- Rudravarman (dal 529) - fonda una nuova dinastia dopo la dominazione cinese, rimanendone però vassallo[4].
- Fan Fan-che (Sambhuvarman, dal 580) - libera totalmente lo stato dalla Cina[5].
- Śambhuvarman (fino al 629) - riconquista la capitale dopo un'altra invasione cinese[6].
- Kandarpadharma (dal 630).
- Prabhāsadharma (fino al 645).
- Bhadreśvaravarman (645 - 653).
- Prakāśadharma (653 - 680 circa) - espande il territorio del regno[6].
- Satyavarman (intorno al 774) - fronteggia l'attacco di Indra, sovrano di Giava[7].
- Indravarman I (intorno al 787 - 803 circa) - fronteggia un secondo attacco di Indra[6].
- Harivarman I (803 circa - dopo l'809) - muove due guerre contro il Nam Việt[8].
- Indravarman II (dall'875) - fonda una nuova dinastia e sposta la capitale ad Indrapura[9].
- Parameśvaravarman (fino al 982) - ucciso dall'esercito di Lê Dai-Hanh, imperatore del Dai Cô Viêt durante il saccheggio della capitale[10].
- Indravarman IV (982 - 986).
- Lu'u Ky-tong (986 - 988) - usurpa il trono alla morte del predecessore[11].
- Harivarman II (988 - 999) - sale al trono sostenuto dai legittimisti[11].
- Yan Pu Ku (dal 999) - sposta la capitale a Vijaya[12].
- Jaya Siṃhavarman II (fino al 1044) - dopo averlo attaccato, viene ucciso da Phât-Ma, imperatore del Dai Cô Viêt, durante il saccheggio di Vijaya[13].
- Jaya Parameśvaravarman I (dal 1044) - fonda l'ottava dinastia del Champa[13].
- Harivarman IV (fino al 1081).
- Jaya Indravarman II (fino al 1113).
- Harivarman V (1113 - 1138).
- Jaya Indravarman III (1138 - 1145) - scomparso durante l'invasione dei khmer di Sūryavarman II[14].
- Jaya Harivarman I (fino al 1166 o 1167).
- Jaya Indravarman IV (1167 - 1226) - spodesta il legittimo erede al trono[15].
- Jaya Parameśvaravarman II (1226 - 1252) - ottiene l'indipendenza del Champa dai khmer[16].
- Jaya Indravarman IV (1252 - 1256) - il regno viene invaso dai mongoli[17] e il re viene ucciso durante una guerra contro il Dai-Việt[18].
- Jaya Siṃhavarman III (fino al 1312)
- Jaya Siṃhavarman IV (1312) - attacca il Dai-Việt e viene fatto prigioniero, cosicché il Champa perde nuovamente l'autonomia[19].
- Chê Bông-Nga (1369 - 1390) - nominato re dall'imperatore della Cina, entra in guerra contro il Dai-Việt e rade al suolo la capitale nemica Hanoi[20].
- Jaya Siṃhavarman V (1390 - ) - deve ritirarsi dalle province conquistate dal predecessore[21].